# Haemodipsus setoni
Haemodipsus setoni är en insektsart som beskrevs av Ewing 1924. Haemodipsus setoni ingår i släktet Haemodipsus och familjen ledlöss. Inga underarter finns listade i Catalogue of Life.